# Marco Claudio Marcello Esernino (legionario)
Marco Claudio Marcello Esernino (in latino Marcus Claudius Marcellus Aeserninus; ... – post 70 a.C.) è stato un militare e politico romano, chiamato da alcuni con il praenomen Gaio.

## Biografia
È stato il figlio di Marco Claudio Marcello, legato durante la Guerra sociale. Durante questo conflitto servì come legionario e si guadagnò i soprannome di "Aeserninus" combattendo valorosamente contro la città di Aesernia.
Viene menzionato da Cicerone come un giovane uomo, apparso come testimone durante il processo di Gaio Licinio Verre (70 a.C.).
Ebbe un figlio, anche lui Marco Claudio Marcello Esernino, che diventò console nel 22 a.C.